# Gold Apollo
Gold Apollo Co., Ltd. est un fabricant de systèmes de radiomessagerie sans fil, basé à Taïwan.

## Historique
Fondée en octobre 1995 par Hsu Ching-kuang, Gold Apollo est une entreprise spécialisée dans la fabrication de téléavertisseurs utilisant les protocoles POCSAG et FLEX (en). À ses débuts, l'entreprise se consacrait uniquement à la production de téléavertisseurs numériques pour le marché national. Vers la fin des années 1990, Gold Apollo a lancé un nouveau modèle de téléavertisseur alphanumérique et a commencé à cibler les marchés internationaux. Pour répondre aux normes globales, la société a élargi sa gamme de produits en y incluant des émetteurs RF, des récepteurs et des écrans LED sans fil. Récemment, elle a concentré ses efforts sur l'intégration de ces technologies RF dans divers secteurs, comme les hôpitaux, les restaurants et d'autres établissements.
Le 17 septembre 2024, plusieurs milliers de ses pagers explosent au Liban tuant ou blessant des membres du Hezbollah qui les possédaient. La société dément les informations de responsables américains et d'autres nationalités s'exprimant sous couvert de l'anonymat qui prétendent que Gold Apollo les a fabriqués.

## Répartition du marché
- Asie-Pacifique : Australie, Bengale, Inde, Indonésie, Singapour, Taïwan
- Moyen-Orient : Iran, Israël, Jordanie, Liban, Arabie saoudite, Émirats arabes unis
- Amérique du Nord : États-Unis
- Europe : Autriche, Belgique, Chypre, Tchéquie, Danemark, Finlande, France, Allemagne, Pays-Bas, Italie, Lituanie, Norvège, Pologne, Portugal, Roumanie, Russie, Slovénie, Espagne, Suède, Suisse, Turquie, Royaume-Uni, Ukraine
- Amérique du Sud : Brésil, Chili, Paraguay, Venezuela

## Recherche et développement

### Dates clés
- 2003 Téléavertisseur alphanumérique modèle avancé ALA25, ALA26, émetteur TE-205, affichage LED numérique LDN3
- 2004 Téléavertisseur alphanumérique résistant à l'eau ALA27, ALA28 et émetteur TX-125 2004
- 2005 Nouveau modèle de téléavertisseur vocal VP-100 et TE-210
- 2006 Mise à jour du téléavertisseur vocal VP-200 et VP-500
- 2007 Téléavertisseur rechargeable géant TA-100
- 2008 Téléavertisseur à tonalité uniquement ALA06 et ALA27, chargeur ALA28
- 2009 Document alphanumérique ALA29, VP-300
- 2010 Téléavertisseur alphanumérique 8 lignes, VP-101PRO, LCM, IC, autres composants clés
- 2013 : Système d'appel infirmier sans fil, système d'appel d'urgence sans fil, système d'appel de table, système d'alarme scolaire, système tout-en-un A07TCP
- 2014 Transmetteur POCSAG à programmation automatique, TE-505NA, TE-505RA

### Histoire dates clés
- 1995 Création de Gold Apollo
- 1996 Lancement du premier téléavertisseur numérique AP-100/200
- 1997 Nouveau téléavertisseur numérique AP-500/202/301 avec fonction radio
- 1998 Premier téléavertisseur alpha AP-800 et AP-302/502/300
- 1999 Premier talkie-walkie FRS-200 et téléavertisseur numérique vertical AP-901
- 2000 Nouvelle mise à jour pour AP-924 et AP-303/305
- 2001 Nouvelle mise à jour pour le talkie-walkie FRS-300 et sortie de l'AP-901
- 2002 Lancement du premier émetteur TE-100 et du talkie-walkie GP-100

## Attaques israéliennes au Liban en 2024
En 2024, Israël a falsifié une cargaison de téléavertisseurs à destination du Liban et y a ajouté des explosifs, selon des responsables américains et d'autres responsables informés de l'opération.
Le 17 septembre 2024, vers 15 h 30, heure locale, quelque 5000 téléavertisseurs AR924 ont explosé presque simultanément au Liban et dans certaines régions de Syrie, tuant onze personnes et en blessant plus de 2750. Ces explosions semblent avoir été le résultat d'une attaque coordonnée contre le groupe islamiste chiite libanais Hezbollah,,. Selon certaines informations, quelque 500 membres du Hezbollah auraient perdu la vue dans les explosions,.
Le fondateur de Gold Apollo, Hsu Ching-kuang, a déclaré aux journalistes que la société n'avait pas fabriqué les téléavertisseurs impliqués dans les explosions, mais qu'ils avaient été fabriqués par son partenaire de longue date, la société hongroise BAC Consulting KFT, sous une licence en vigueur depuis trois ans,,. BAC Consulting KFT aurait coopéré avec Gold Apollo et représenté bon nombre de ses produits. Cependant, la présidente de l'entreprise dément fabriquer des pagers et, d'après des journalistes, cette entreprise ne serait qu'une société écran employant un seul prestataire de service,,,.